# Kafr Qaddum
Kafr Qaddum, en arabe : كفر قدّوم, est une municipalité du gouvernorat de Qalqilya en Palestine. Elle est située au nord de la Cisjordanie, à 13 km à l'ouest de Naplouse et à 17 km à l'est de Qalqilya.
Selon le recensement du bureau central palestinien des statistiques, la localité compte une population de 3 280 habitants en 2017.